# البسيط
البسيط (بالإسبانية: Albacete) هي مدينة تقع في وسط إسبانيا، هي عاصمة مقاطعة البسيط التابعة لمنطقة قشتالة والمنشف، وتبعد عن مدريد بحوالي 173 ميلاً. اسم المدينة مشتق من اللغة العربية، حيث سماها العرب بالبسيط حينما استوطنوها. عرفت المدينة بأنها مركز لصناعة الخناجر والسكاكين الجيدة. وهي ليست منطقة سياحية لكنها تحتوي على متحف (Museo Provincial de Albacete) وكاتدرائية جديدة.

## الديموغرافيا
بلغ عدد سكان مدينة البسيط 171.390 نسمة عام 2011 (وفقاً للمعهد الوطني الإسباني للإحصاء).
| 147.527 | 147.527 | 152.155 | 159.518 | 164.771 | 169.716 | 171.390 |

## معرض صور

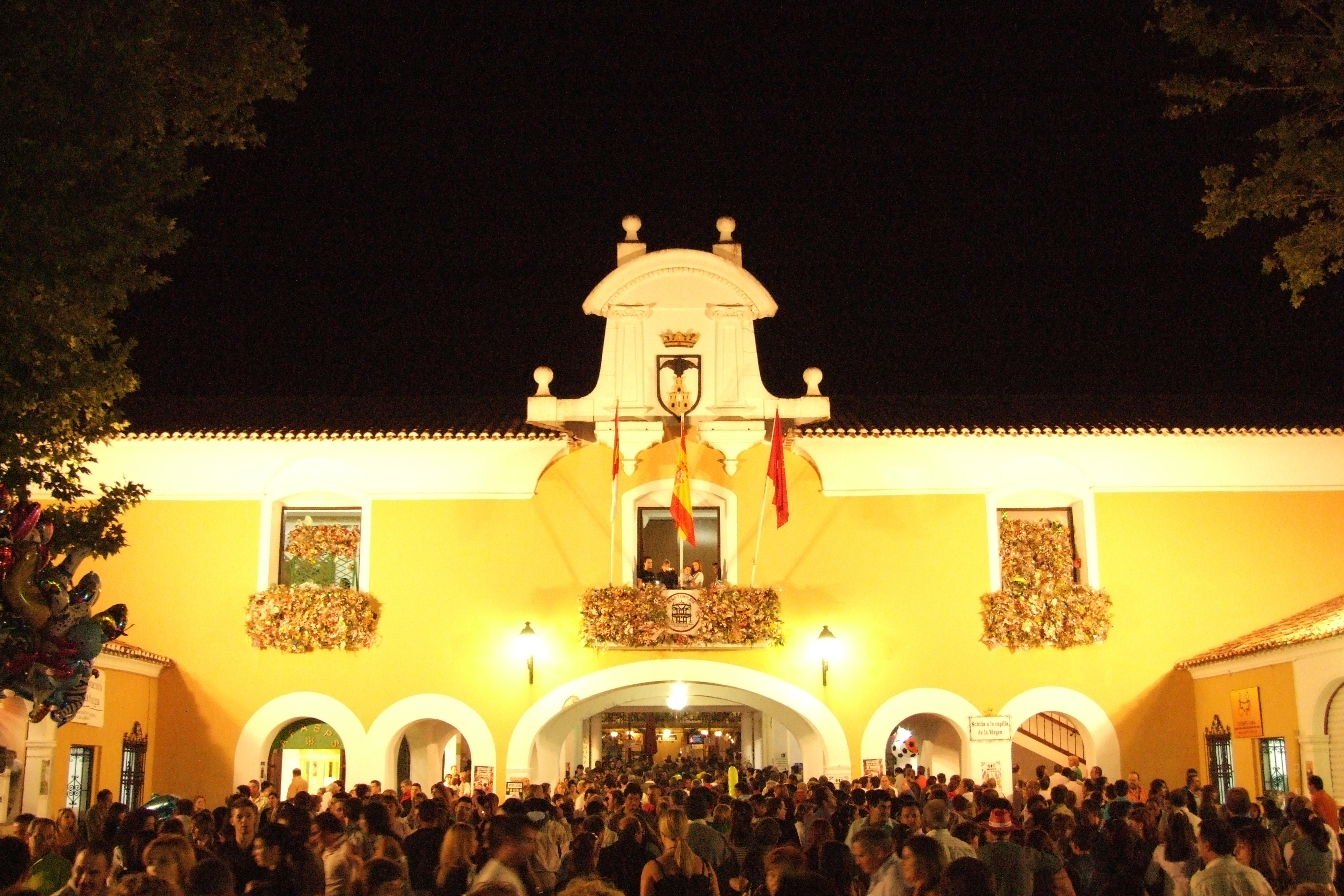
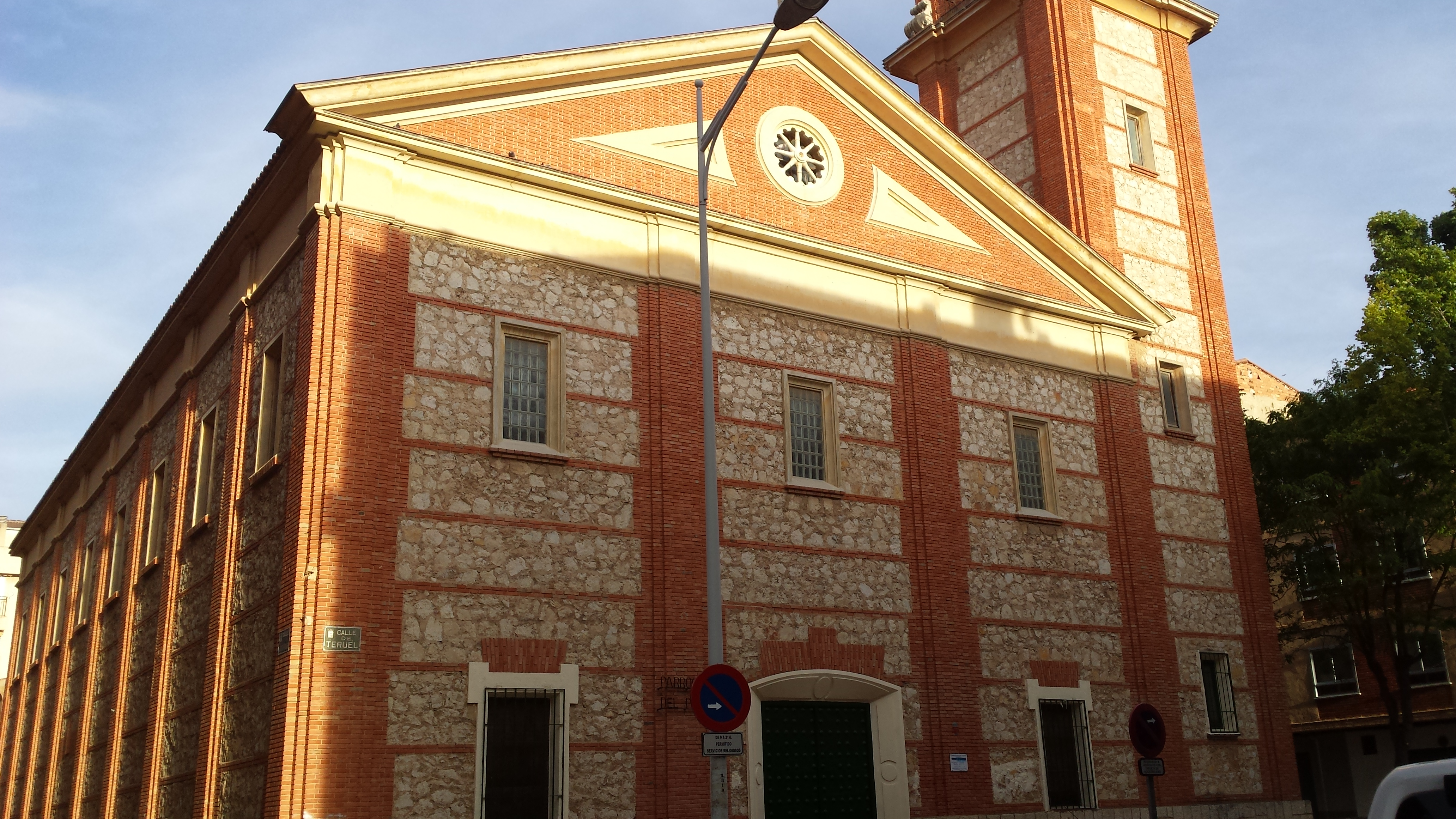
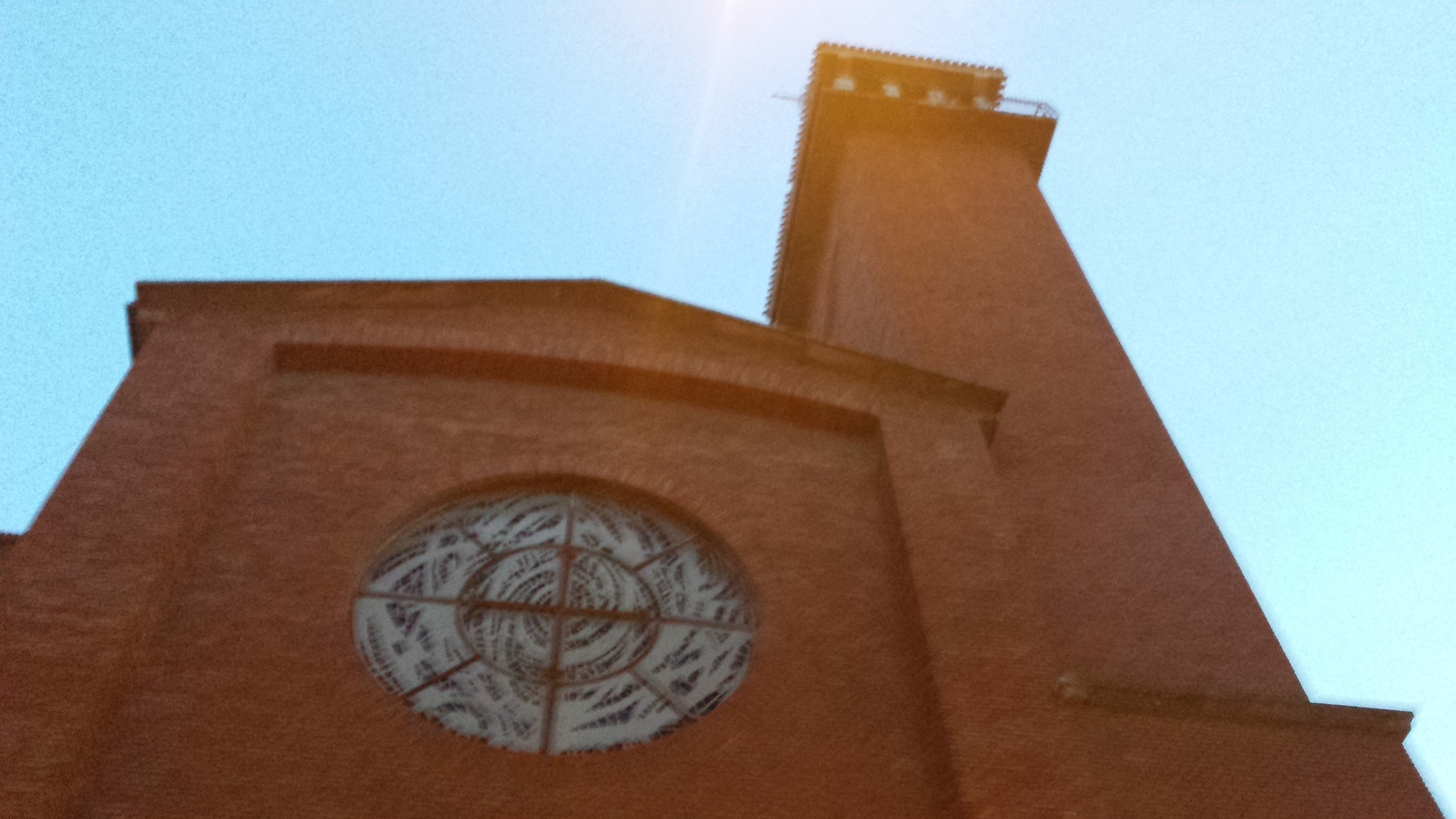
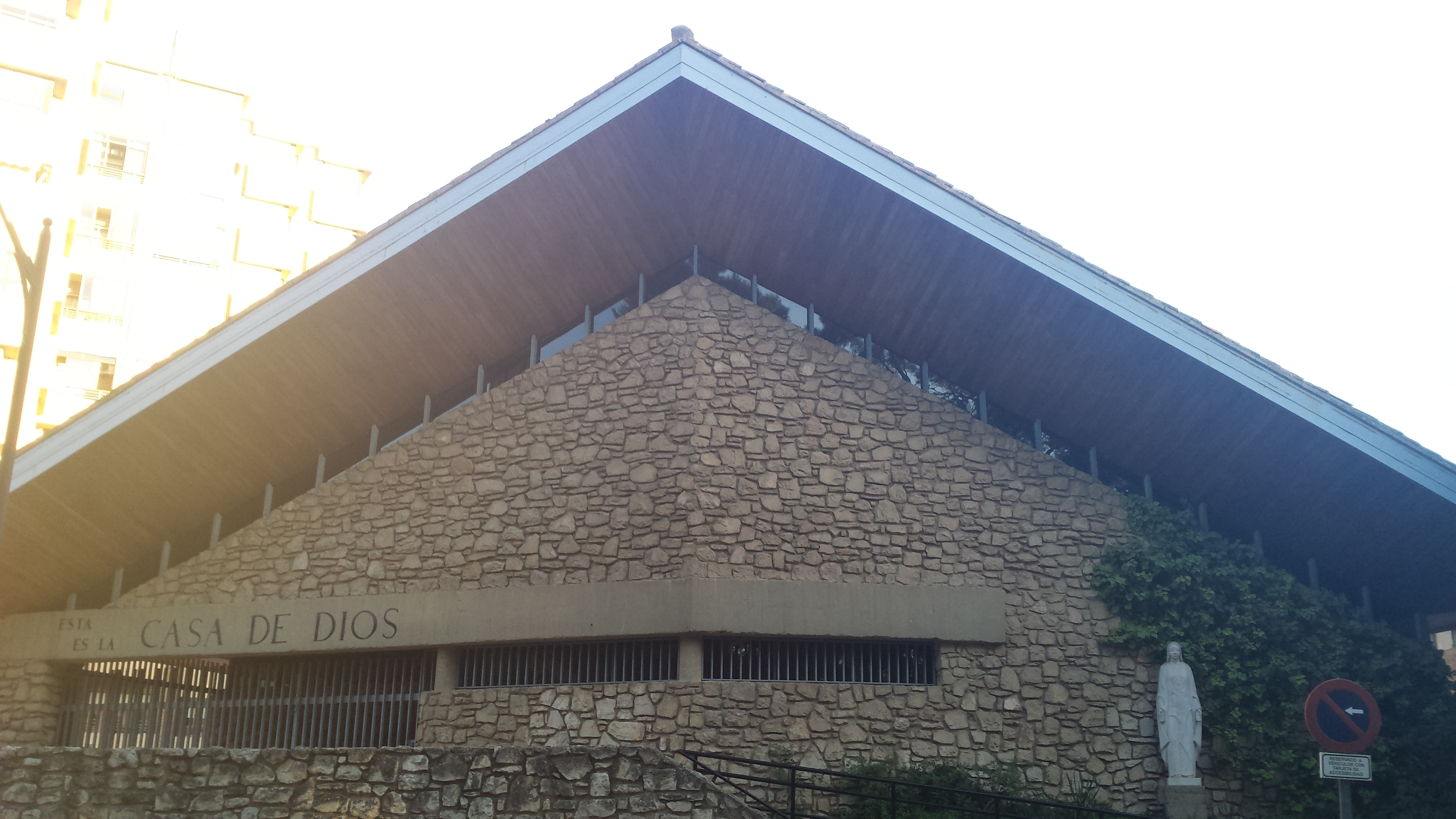
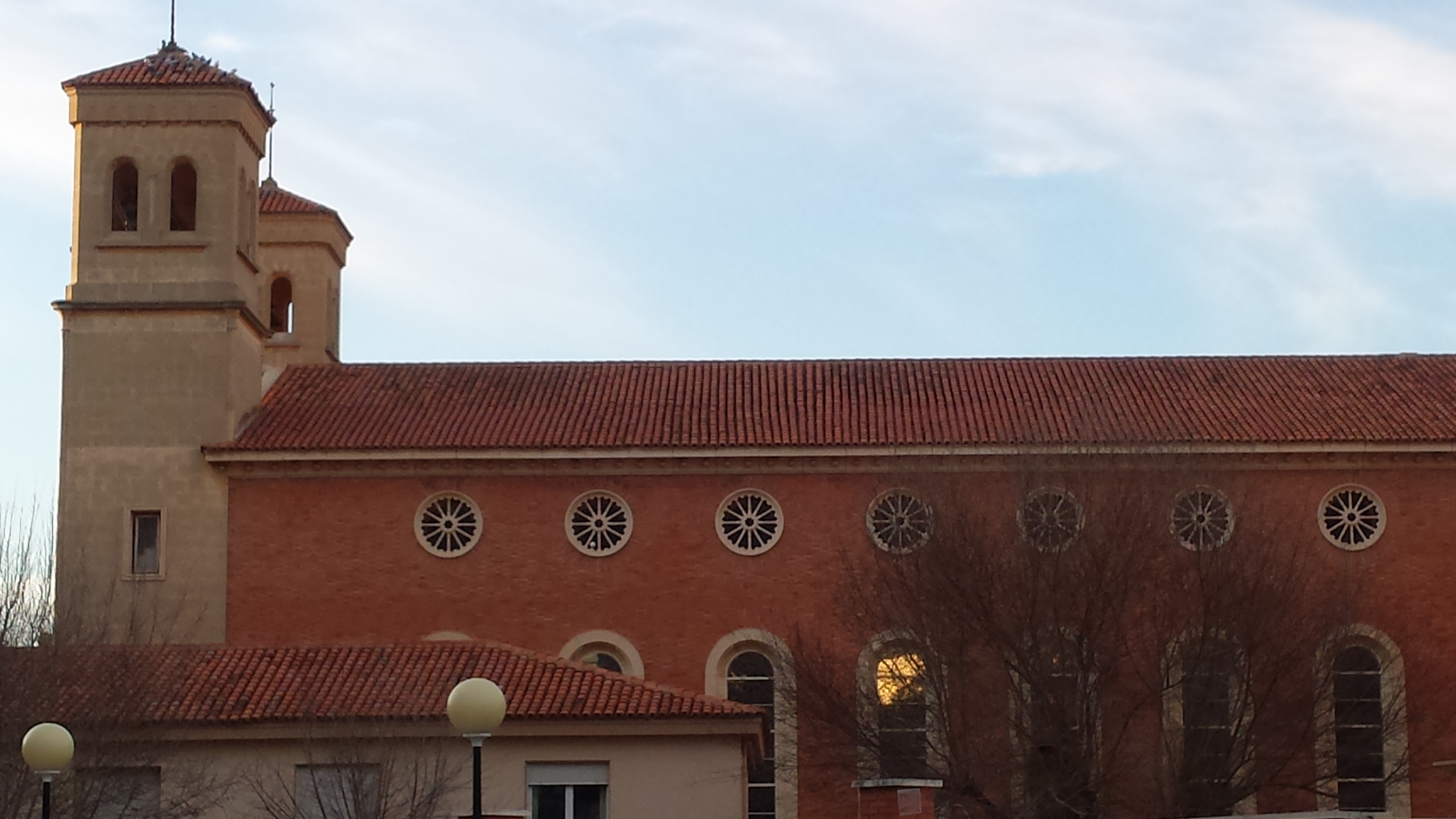
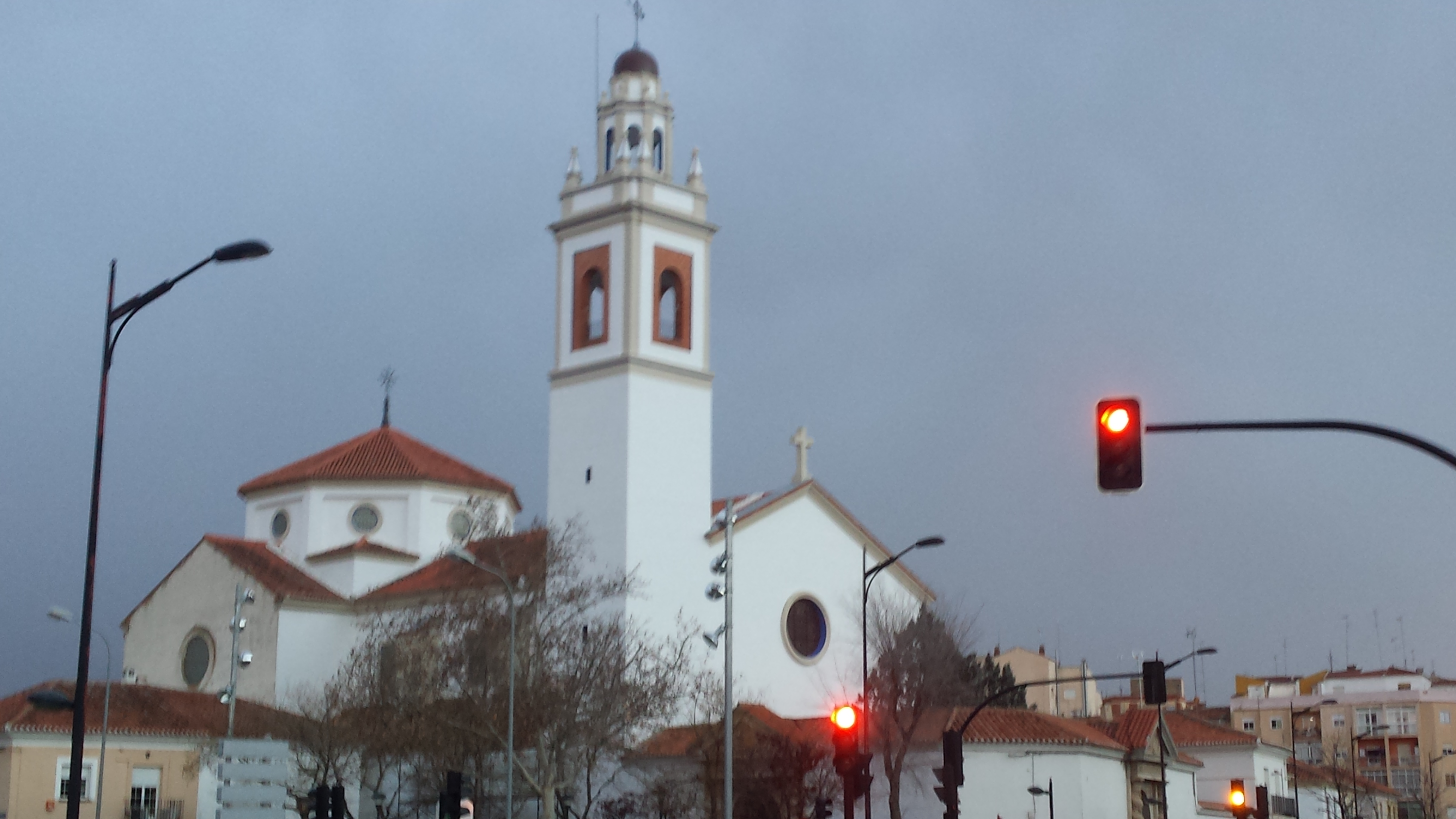

## توأمة
لالباسيتي اتفاقيات توأمة مع كل من:
- فيين
- بوساداس، ميسيونيس
- بئر كندوز
- Houndé [الإنجليزية]‏
- La Lisa [الإنجليزية]‏
- أوديني
- ريكونكيستا، سانتا في
- نانتشانغ
- مقاطعة ناحية نيث بورت طالبوت [الإنجليزية]‏ (1996 - 1 فبراير 2015)
- سان كارلوس، ريو سان خوان [الإنجليزية]‏

## أعلام
- أوسكار سبييا ريبيرا
- فرنسيسكو غراو
- سيسينيو غونزاليز مارتينيز
- إستير كانياداس
- سانتياغو دينيا
- خوان لوبيز
- فيكتور بيريز ألونسو